# Mareo
Mareo (Duits: Enneberg, Italiaans: Marebbe) is een gemeente in de Italiaanse autonome provincie Zuid-Tirol, gelegen in het Val Badia (D: Gadertal). De gemeente heeft een oppervlakte van 161,3 km² met ruim 2700 inwoners en ligt aan de voet van de Kronplatz en grenst aan het Naturpark Fanes-Sennes-Prags.
Mareo behoort tot het Ladinische taalgebied: van de bevolking spreekt 93% Ladinisch, 4% Duits en 3% Italiaans.

## Kernen
- Al Plan (Sankt Vigil, San Vigilio)
- La Pli (Enneberg, Pieve di Marebbe)
- Rina (Welschellen)

|  |